# Šuma Bedenik
Šuma Bedenik je šuma u Bjelovaru i općini Rovišće te čini južni dio gore Bilogore. U njoj se nalazi Spomen-područje Barutana.

## Opis
Administrativno jednim dijelom pripada zapadnom dijelu grada Bjelovara i četvrti Hrgovljani, a većim dijelom selu Predavac u općini Rovišće. U šumi Bedenik nalaze se državne šume gospodarske jedinice Bedenik, kojima gospodare Hrvatske šume – Šumarija Bjelovar. Gotovo je u potpunosti nizinska šuma hrasta lužnjaka (73 % drvne mase) i običnog graba (25 %), uz vrlo mali udio drugih vrsta drveća. To je cjelovit šumski kompleks. U smjeru sjever – jug  proteže se na 3,5 kilometara, a u smjeru istok – zapad prosječno na 1 kilometar dužine. Ukupna površina je 392 hektara, a obrasla površina je 375 hektara. Nadmorska visina je od 123 do 145 metara. Teren je izrazito ravničast, nalazi se na prostranoj plitkoj gredi i van je mogućnosti plavljenja. Jedini prirodni vodotok je uski potok Međarak. Ima nekoliko reguliranih,
odvodnih kanala, a u jugoistočnom dijelu nalazi se ribnjak „Pulman“. Zabilježeno je znatno sušenje, uglavnom hrasta lužnjaka, a uzrokovano raznim čimbenicima (pad nivoa podzemne vode, češći period sušnih godina, onečišćenje atmosfere).
Južnim rubom šume Bedenik prolazi Državna cesta D28 kroz Bjelovar i naselje Klokočevac. Sredinom šume prolazi sjeverna obilaznica grada Bjelovara. Uz nju se nalazi i Spomen-područje Barutana. 

## Povijest
U šumi Bedenik bilo je smješteno skladište 265. motorizirane brigade JNA, poznato kao Barutana. Hrvatski vojnici su u više su navrata pokušali zaposjesti Barutanu, a konačni pokušaj proveden je 29. rujna 1991. u bitki za vojarnu u Bjelovaru. Pri ulasku u sam skladišni kompleks sa sjeverne strane na hrvatske vojnike otvorena je vatra. Major JNA-a Milan Tepić aktivirao je minirana skladišta električnim impulsom, no zbog veze koju su hrvatske snage presjekle ranije, umjesto tri eksplodiralo je samo jedno južno skladište. Tako je umjesto 1700 tona eksploziva eksplodiralo nekoliko stotina. Od siline eksplozije nastao je krater dubok 12 metara, a širina je udara izbrisala šumu u prvoj zoni udarnog vala u krugu od 60 metara i teško oštetila drugu zonu u krugu od 150 metara. Poginulo je 11 hrvatskih branitelja: Vladimir Makar, Siniša Paunović, Dražen Pervan, Ivan Cvrtila, Eduard Kukala, Stjepan Legčević, Nikola Petrić, Mario Šimić, Ivan Trogrlić, Marko Tukerić i Milan Vuković, major Tepić i prethodno vojnik JNA Stojadin Mirković, koji se nije povukao na zapovijed majora i pucao je iz svog transportera, nakon čega je bio smrtno pogođen od hrvatske vojske. 
Osim poginulih ljudi, o jakosti eksplozije svjedočio je crni dim koji se podigao visoko iznad Bjelovara, a bio je vidljiv i u mjestima udaljenima dvadesetak kilometara. Podrhtavanje tla i pucanje prozora osjetilo se i 30 kilometara od mjesta eksplozije. Udarni val odnio je krovove kuća u obližnjim Hrgovljanima i u nekoliko drugih okolnih sela. Postrojbe ZNG-a, osim poginulih, imale su još ukupno 17 ranjenih, dok je u bjelovarsku bolnicu ukupno primljeno 100 ranjenika, od kojih su 30 bili vojnici JNA. 
Spomen-područje Barutana u šumi Bedenik je 2020. godine cjelovito obnovljeno. Sastoji se od središnjeg trga sa spomenikom poginulim hrvatskim braniteljima, kapelicom i Informativno-edukacijskog centra Barutana kojim upravlja Društvo za očuvanje hrvatske vojne tradicije,